# Linsskivsnäcka
Linsskivsnäcka (Hippeutis complanatus) är en snäckart som först beskrevs av Carl von Linné 1758.  Linsskivsnäcka ingår i släktet Hippeutis, och familjen posthornssnäckor. IUCN kategoriserar arten globalt som livskraftig. Arten är reproducerande i Sverige.